# NGC 7628
NGC 7628 é uma galáxia elíptica (E) localizada na direcção da constelação de Pegasus. Possui uma declinação de +25° 53' 55" e uma ascensão recta de 23 horas, 20 minutos e 55,0 segundos.
A galáxia NGC 7628 foi descoberta em 4 de Outubro de 1878 por Édouard Jean-Marie Stephan.